# Багерове
Баге́рове (крим. Bağerove) — селище в Україні, в Керченському районі Автономної Республіки Крим. Розташоване за 17 км на північний захід від райцентру та за 54 від міста Єди-Кую (автошлях E97). За 3 км від Багерового розташована авіабаза Багерове.

## Історія
Поблизу Багерового і Восхода знайдено залишки скіфського поселення і двох курганних могильників.
Маєток на території нинішнього Багерове було придбано німцем Баугером в 1897 році. У доступних джерелах вперше зустрічається в  «… Пам'ятній книжці Таврійської губернії на 1902 рік», згідно з якою на хуторі Баугера Сараймінської волості Феодосійського повіту, що входив в Ново-Олександрівську громаду, мешканців та домогосподарств НЕ числилось. У  Статистичному довіднику Таврійської губернії 1915  в Сараймінській волості Феодосійського повіту значиться вже залізничний роз'їзд Багерове .
За Радянської влади, за постановою Кримревкома від 8 січня 1921 була скасована волосна система і селище включили до складу Керченської повіту, в жовтня 1923 року перетвореного в Керченський район. Коли закріпився варіант назви Багерове — точно не встановлено, на мапі Кримського статистичного управління 1922 воно вже присутня. У 1925 році з декількох дрібних колгоспів було створено колгосп «Росія» з центральною садибою в Багерове.
Під час німецько-радянської війни в період окупації Криму в районі селища був побудований аеродром, що забезпечував зв'язок Керчі з неокупованою територією. У 1947 році на базі цього аеродрому був створений 71 полігон для забезпечення ядерних випробувань і військовий гарнізон.
У 1941 році Багерове отримало статус селища міського типу. Указом Президії Верховної Ради УРСР «Про укрупнення сільських районів Кримської області», від 30 грудня 1962 року Приморський район був скасований і Багерове знову приєднали до Ленінського .
У 1973 році на базі військового гарнізону було відкрито філію Ворошиловградського вищого авіаційного училища штурманів, який готував кадри для бомбардувальної, винищувальної, фронтовий, армійської авіації. У 1996 році філія ВВВАУШ припинив своє існування.

## Інфраструктура
В даний час в Багерове розташовані та функціонують 2 загальноосвітні школи, районна дільнична лікарня, поліклініка, будинок культури, Багеровський завод марочних коньяків.
На території селищної ради розташований унікальний Караларський ландшафтний парк і не менш унікальне озеро Чокрак.
У Багерово є залізнична станція (гілка Джанкой — Керч) та автостанція.